# تفجير مدرسة أيبك 2022
تفجير مدرسة أيبك 2022 في 30 نوفمبر 2022 وقع إنفجار بمدرسة دينية في مدينة أيبك 200 كلم شمال العاصمة كابل، مما أدى لمقتل 19 وإصابة 24 شخصاً، معظمهم من صغار السن حسب ما أفاد طبيب محلي.